# أليخاندرو راميريز
أليخاندرو راميريز (بالإسبانية: Alejandro Ramírez Álvarez)‏ هو لاعب شطرنج كوستاريكي، ولد في 21 يونيو 1988 في سان خوسيه في كوستاريكا.

## وصلات خارجية
- أليخاندرو راميريز على موقع الاتحاد الدولي للشطرنج (الإنجليزية)
- أليخاندرو راميريز على موقع مباريات الشطرنج (الإنجليزية)
- أليخاندرو راميريز على موقع 365Chess.com (الإنجليزية)
- أليخاندرو راميريز على موقع Chesstempo.com (الإنجليزية)
- أليخاندرو راميريز على موقع الاتحاد الأمريكي للشطرنج (الإنجليزية)
- أليخاندرو راميريز سجل أولمبياد الشطرنج على موقع OlimpBase.org (الإنجليزية)